# 基洛夫格勒攻势
基洛夫格勒攻勢（俄语：Кировоградская наступательная операция）是在1944年1月5日至16日，乌克兰第2方面军在基洛夫格勒地区对德国第8集团军发起的攻势。它是苏军第聶伯河-喀爾巴阡山脈攻勢的一部分。战役之后，德军被迫放弃基洛夫格勒地区。

## 背景
1943 年 9 月苏军渡过第聂伯河后，伊万·科涅夫率领的乌克兰第2方面军在激战中击退德军，在第聂伯河右岸推进 了30至100公里，并在 12 月中旬攻占切尔卡瑟、兹纳缅卡和亚历山德里亚。
1943年12月20日，科涅夫向最高統帥部报告说，通过先前的战斗，他的部队已经占领了第聂伯河右岸。为了在1944年1月5日至10日攻打基洛夫格勒之前获得增援和补充装备，他请求最高统帅部批准关于暂时将乌克兰第2方面军的正面和左翼转入防守的决定。最高统帅部批准了他的计划，并决定应在1月5日至7日间发起进攻。前线在12月底得到了乌克兰第4方面军的第5近卫骑兵军增援，以及300辆坦克和100门自行火炮。
按照最高统帅部的指示，科涅夫和他的参谋制定了进攻计划。方面军指挥部提议向尼科波尔周围德军后方的卡赞卡和别列兹涅戈瓦托耶发起进攻。第2乌克兰方面军与第3、乌克兰第4方面军一起在尼科波尔附近击败德军。由于乌克兰第一方面军在日托米尔-别尔季切夫攻势中取得进展，最高统帅部决定改变计划。12月29日，最高统帅部发布了一项新指令， 命令乌克兰前线应在 1 月 5 日之前至少用四个集团军（其中一支是坦克集团军）向基洛沃格勒进攻。这次袭击是为了摧毁基洛沃格勒周围的德军，并从北部和南部占领这座城市。前线随后要攻占新乌克兰卡和波莫什纳亚 ，前进到南布格河的五一城 ，在那里攻占桥头堡。同时，前面是安装朝向两军的辅助攻击什波拉和赫里斯季诺夫卡 。 
对基洛沃格勒和佩尔沃迈斯克的袭击的目标将乌克兰右岸的德国军队分成两半，从而协助乌克兰第1方面军和第3方面军的进攻。第二阶段进攻的目的是帮助乌克兰第1方面军在卡尼夫和兹韦尼哥罗德卡地区包围并击败德军。根据指令，科涅夫修改了进攻计划。康斯坦丁·科罗捷耶夫中将的第52集团军将向巴拉克列亚、什波拉和进攻，将其部队转向科尔孙-舍甫琴柯夫斯基 。在鲍里斯·斯克沃尔佐夫少将的近卫第5机械化军的支持下，伊万·加拉宁中将的第53集团军将向小維斯卡进攻。 
对于基洛夫格勒的主攻，前线使用了两个突击小组。阿列克谢·谢苗诺维奇·扎多夫中将的近卫第5集团军和费奥多尔·卡特科夫少将的第7机械化军在内的北部突击小组将从西北方向进攻这座城市。南部突击小组由米哈伊尔·舒米洛夫上将的第7近卫集团军和帕维尔·罗特米斯特洛夫上将的第5近卫坦克集团军从西南方向进攻，任务是包围和摧毁基洛夫格勒地区的德军，然后对新乌克兰卡和波莫什纳亚发起进攻。
尽管基洛夫格勒是一个重要的交通枢纽，德军未能布置有效的防御阵地。德军的第二道防线距离前线进7公里。但是，基洛夫格勒本身具有坚固的防御工事。因此，科涅夫希望能够对德军实行包围，而不是强攻基洛夫格勒。

## 力量对比
到1月初，乌克兰第2方面军包括第4 、5 、第7近卫集团军，第37、52、53和57集团军，近卫坦克第5集团军，第5近卫骑兵军，第20坦克军和第1、7和8机械化军。空中支援由第5 航空集团军提供。前线共有59个步兵师，3个骑兵师，3个坦克军，4个机械化军。行动前，第7机械化军由第5近卫集团军指挥，第8机械化军由第5近卫坦克集团军指挥。到1月1日，第2方面军总人数为 550,000 人，有265 辆坦克、127 门自行火炮、7,136 门火炮和迫击炮、777 门高射炮和 500 架战斗机。 
驻守在基洛夫格勒地区的是第47装甲军。德军在费德瓦镇以北部署了第106、282、320步兵师，均不满员；费德瓦镇以东部署着第11、10、14共3个装甲师，在14装甲师南侧部署着第376步兵师和第2空降师。第3装甲师留在基洛夫格勒城内。

## 战斗
1944年1月5日上午8点10分，苏军对德军阵地进行了50分钟的炮击。在中央，第7近卫集团军的攻势被第376步兵师阻滞，在2小时内之前进了2公里。在北侧，第5近卫集团军经过两个半小时的战斗，突破了德军的防线。苏军随即投入第7机械化军。第10装甲师受到第7机械化军的猛攻，被迫后撤，暴露了第14装甲师的侧翼。很快，第14装甲师的防线被攻破，苏军抵达因古尔河。在南侧，第5近卫坦克集团军成功推进了大约10公里。科涅夫决定，将原属于第5近卫坦克集团军的第8机械化军调到第5近卫集团军进攻。而德军将第3装甲师北调，试图和第14装甲师一起对第7机械化军进行返攻。1月6日，德军对北翼的苏军发动反击，但是失败了。苏军继续前进，第18坦克军在7日攻占费多里夫卡，切断了通往基洛夫格勒的铁路，德军第3、10、14装甲师和第376步兵师已经深陷在苏军战线中，尽管包围圈还未闭合。为防止德军通过坚守基洛夫格勒来获得构建防线的时间，科涅夫命令第53集团军向新米尔霍罗德进攻，第5近卫坦克集团军向新乌克兰卡进攻，而由第5、7近卫集团军包围基洛夫格勒。但是，德军也意识到他们的处境，尽管包围圈内的部队被告知大德意志装甲师正在赶来，德军依旧认为无法坐等救援。第14装甲师放弃了因古尔河东岸阵地，掩护其余德军从基洛夫格勒西北突围。
1月7日夜间，第3装甲师成功突围，在沃洛季米里夫卡和第11装甲师会师。但是其他部队未能突围。1月8日，德军放弃基洛夫格勒，退守列列科夫卡。1月9日，被包围的部队向西突围，攻占格鲁茨克耶村，并继续向西突围并成功。乌克兰第2方面军西北侧的第3、11装甲师和西南侧的大德意志装甲师成功牵制住了苏军，未能使其歼灭包围圈内的部队。

## 结果
1月16日，苏军转入防守。德军失去了基洛夫格勒。在日托米尔-别尔季切夫攻势和基洛夫格勒攻势之后，第1装甲集团军在卡尼夫地区的突出部越发危险。这为苏军的科尔孙-舍甫琴柯夫斯基战役提供了良好的机会。同时，它也为后续的乌曼-博托沙尼战役提供了良好的出发点。

### 引文
1. 1 2 3 4  Moschansky 2011，第28–30頁.
2. ↑  Moschansky 2011，第141n33頁.
3. 1 2 3  Moschansky 2011，第31–32頁.
4. ↑  Konev 2002.
5. ↑  Buttar 2020，第47頁.
6. ↑  Rotmistrov 1984.
7. ↑  Buttar 2020，第55頁.
8. ↑  Buttar 2020，第58頁.
9. ↑  Buttar 2020，第66頁.